# Cristina Farfán
Cristina Farfán (24 de julho de 1846 – 22 de agosto de 1880) foi uma notável escritora e educadora, que promoveu a educação das mulheres e envolveu-se na emergência da primeira onda do movimento feminista no México. Ela foi uma dos fundadoras do movimento do jornalismo literário feminino no México.

## Início da vida
María Cristina Farfán Manzanilla nasceu em 24 de julho de 1846, em Mérida, Yucatán, México. Era a filha de Candelaria Manzanilla e José María Farfán. Ela foi criada em um ambiente restrito e educada em casa pelo advogado e professor José María Jesús Apolinario García Montero, normalmente conhecido como José García Montero.

## Carreira
Ela conseguiu um posto como professora no Colegio de La Encarnación. Em 3 de maio de 1870, juntamente com Gertrudis Tenorio Zavala e Rita Cetina Gutiérrez, Farfán fundou La Siempreviva, uma organização que incluía: as primeiras escolas seculares para meninas no México assim como uma faculdade de artes para jovens mulheres; uma sociedade literária e científica; e um jornal, especificamente escrito por e para mulheres. Embora tomando cuidado de não apresentar um imagem anticlerical, as professoras da escola, dirigida por Cetina, organizavam seus currículos com base em ciência e racionalismo, argumentando que as mulheres eram capazes de trabalhar e o pensamento intelectual. Farfán, Cetina e Tenório foram o primeiro grupo a, publicamente, promover a educação das mulheres em Yucatán.
O jornal enfatizou escritos feministas e trouxe exposição para muitas mulheres mexicanas no feminismo europeu, pela primeira vez, e era publicado pelo Palacio del Gobernador. Além de editar a revista, as três amigas publicaram poemas, dedicados à melhoria da condição das mulheres e sua educação. O primeiro trabalho de Farfán publicado foi La Aurora, uma compilação de obras de Cetina, Tenorio e si mesma, em 1870. Durante todo o período de 1870 a 1872, Farfán publicou no jornal La Siempreviva e, em 1874, publicou uma coletânea de ensaios e poemas, La Primavera.
Em 1 de julho de 1877, Farfán se casou com seu antigo instrutor García Montero, em Mérida, e se mudou com ele para Tabasco. Em 1879, fundou e tornou-se diretora e editora-chefa do jornal El Recreo del Hogar em Tabasco, colaborando com outras feministas, como Dolores Correa Zapata. Em 1880, fundou a escola Colegio del Porvenir. O diário e a escola eram baseados em temáticas científicas que ela tinha anteriormente implementado em Mérida.

## Morte e legado
Farfán morreu no parto, na manhã de 22 de agosto de 1880, após viajar de trem chegando em San Juan Bautista de la Villa Hermosa, Tabasco, vinda da Cidade do México. Sua filha recém-nascida morreu pouco depois. Um folheto para o funeral foi escrito por alguns dos mais notáveis autores da época, comemorando as contribuições de Farfán como um educadora pioneira e jornalista. Três anos depois de sua morte, o jornal El Dominguero concedeu-lhe o título de "Misionera de la Civilización" ao reconhecer que sua contribuição literária tinha mudado a percepção social e aberto oportunidades para as mulheres.

## Trabalhos selecionados
- Farfán, Cristina; Tenorio Zavala, Gertrudis; Cetina Gutiérrez, Rita (1870). La Aurora (PDF). [S.l.: s.n.]
- 1870-1872 vários poemas no jornal La Siempreviva[3]
- 1874 La Primavera: Poesía y ensayo[3]
- Farfán, Cristina (1893). «Cristina Farfán de García Montero». Poetisas mexicanas. Siglos XVI, XVII, XVIII y XIX (PDF). [S.l.: s.n.]

### Citações
1. 1 2 3 4 5 6  Cambio Digital 2017.
2. 1 2  Mexican Marriage Records 1877.
3. 1 2 3 4 5 6  Salmones 2017.
4. ↑  Avelar Mayer 2011, p. 22.
5. ↑  Sosa Muñiz 2010.
6. ↑  Peniche Rivero 2007, p. 7.
7. ↑  Rosado Rosado n.d.
8. 1 2 3  Infante Vargas 2015, p. 35.
9. ↑  González Jiménez 2005, p. 35.
10. ↑  González Jiménez 2005, p. 36.
11. 1 2  Corona fúnebre 1880, p. 13-14.
12. ↑  Corona fúnebre 1880.